# アラン・フォード (カナディアンフットボール)
アラン・フォード（Alan Ford、1943年7月2日 - ）は、カナディアンフットボールの選手、エクゼクティブ。

## 生涯
1965年から1976年までサスカチュワン・ラフライダーズに所属し、主にディフェンシブバック (Defensive back) およびパンターの選手としてプレーした。彼はラフライダーズにおいて1966年のグレイ・カップ優勝、および1967年のグレイ・カップ準優勝に貢献した。1967年のグレイ・カップでは、グレイ・カップ史上最長となる87ヤードのパントキックを蹴った。
1989年から1999年までサスカチュワン・ラフライダーズのゼネラルマネージャーを務めた。2003年にはハミルトン・タイガーキャッツの臨時ゼネラルマネージャーを務めた。2000年下期にはモントリオール・アルエッツでスカウトを務めた。